# Adenanthos stictus
- Wikispecies

Adenanthos cuneatus é um arbusto da família Proteaceae, nativa da costa sul da Austrália Ocidental. Ele foi descrito por Alex George, em 1974. 